# 1832年伦敦会议
1832年伦敦会议，是一场在英国伦敦举行的国际会议，以促使希腊建立一个稳定的政府。三大强国英、法、俄达成协议，决定创立希腊王国，並指派巴伐利亞王國王子奥托一世担任希臘君主。次年，《君士坦丁堡條約》的签署确认了上述决议。

## 簡介
希腊独立战争后，希腊脱离奥斯曼土耳其独立。1830年，英法俄三国确定了新成立的希腊的国界。然而，1831年，希腊总督爱奥尼斯·卡波季斯第亚斯遇刺身亡，希腊政局陷入混乱。英、法、俄三强决定成立一个稳定的希腊新政府。
英、法、俄三國指派巴伐利亞維特爾斯巴赫王朝、年僅十七歲的奧托王子為希臘王國的第一位君主，是為奧托一世，並規定希臘王國與巴伐利亞王國永不合併。由於當時奧托一世尚未成年，於是就由三位輔政大臣執政。到了1835年，奧托一世才親政。